# Verkehrsplanung

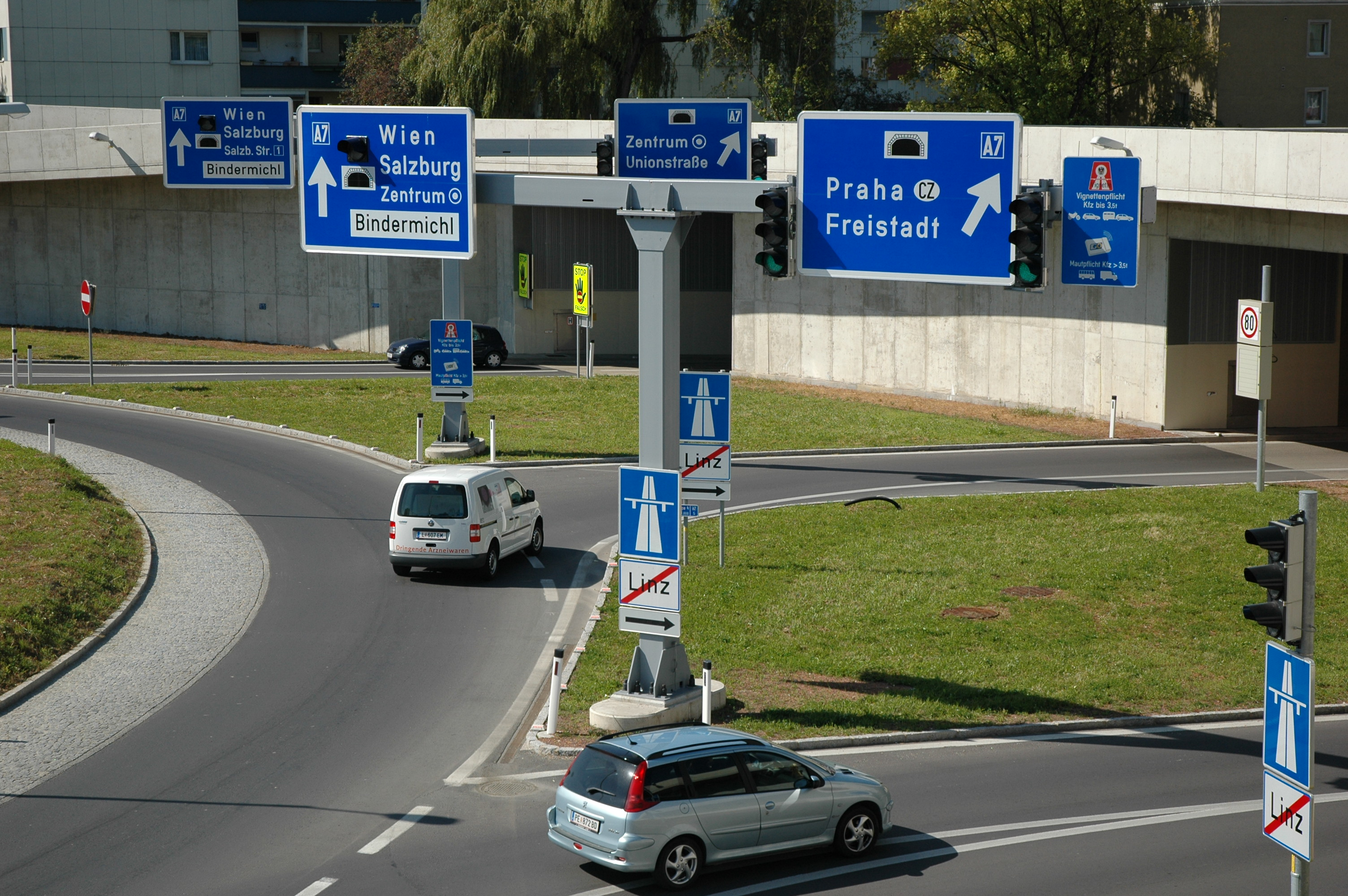
Kreisverkehr als Variante eines Autobahnanschlusses

Die Verkehrsplanung ist ein Arbeitsgebiet im Verkehrswesen (speziell im Verkehrsbauwesen und im Verkehrsingenieurwesen), dessen Aufgabe in der optimalen Gestaltung von Verkehrssystemen liegt. Berücksichtigt werden sollen dabei qualitative und quantitative Anforderungen an die Wirtschaftlichkeit, Leistungsfähigkeit, Sicherheit sowie Ressourcensparsamkeit von Verkehrsprozessen für jetzige und kommende Generationen (Prinzip der Nachhaltigkeit). Verkehrsplanung  basiert auf Kenntnissen über den Verkehrsablauf, über die Verkehrstechnik und über die Verkehrsorganisation. Die Verkehrsplanung entstand in der zweiten Hälfte des 20. Jahrhunderts aus dem Bauingenieurwesen, insbesondere aus den Bereichen Entwurf und Bemessung von Verkehrsanlagen sowie der Geographie, der Raum- bzw. Stadtplanung und der Geodäsie. Inzwischen hat sich die Verkehrsplanung als eigenständiges Arbeitsgebiet innerhalb der Verkehrswissenschaften etabliert.

## Begrifflichkeit
Je nach Zusammenhang kann der Begriff Verkehrsplanung unterschiedliche Bedeutung haben. So steht dieser Begriff u. a. für
- den Entwurf und die Auslegung von Verkehrsinfrastrukturanlagen sowie Verkehrsnetzgestaltung (Verkehrsplanung im herkömmlichen Sinne, vgl. Verkehrsbauwesen).
- das Erarbeiten von Betriebsplänen für öffentliche Verkehrssysteme innerhalb des Verkehrsingenieurwesens (buchstäblich „Planung des Verkehrs“, z. B. Fahrplangestaltung, Fahrzeugeinsatz- und Instandsetzungspläne).
- Verfahren zur Lenkung der Verkehrsströme durch bauliche und infrastrukturelle Maßnahmen, sowohl im Dauereinsatz wie auch bei Instandhaltung, sowie bei Ausnahmeereignissen – auch als „Verkehrsleitplanung“ oder „Verkehrsmanagement“ bezeichnet: Das umfasst etwa Stauvermeidung, Verkehrsflussoptimierung etwa durch Aufbau von Grünen Wellen, Interaktion der einzelnen Verkehrsteilnehmergruppen (etwa Radfahrer/Fußverkehr/Straßenverkehr), des privaten mit dem öffentlichen Verkehr, und des ruhenden Verkehrs (Parkleitplanung), Verkehrsberuhigung, Baustellenplanung, Besucherstromlenkung bei Festivitäten, u. v. a. m.
- die Untersuchung von Verkehrsströmen in einem abgegrenzten Verkehrsraum mittels Verkehrsanalyse, Verkehrserhebungen sowie Mitteln der Optimierung, auch als „Theoretische Verkehrsplanung“ bezeichnet.
- die Gestaltung integrierter Verkehrssysteme unter Berücksichtigung der spezifischen Eigenschaften der Verkehrszweige und ihrer Verkehrsmittel (u. a. Verkehrsgeographie, Verkehrsbauwesen, Verkehrstechnik, Verkehrsbetriebstechnologie), den Belangen verschiedener Planungsautoritäten (Umweltplanung, Siedlungsentwicklungsplanung usw.) und betroffener Personengruppen sowie der Systemumgebung – auch als integrierte Verkehrsplanung bezeichnet. Hierzu zählen auch die Fahr-, Umlauf- und Einsatzplanung, bspw. im öffentlichen Verkehr sowie in der Verkehrslogistik.
- die Durchsetzung verkehrspolitischer und -wirtschaftlicher Zielsetzungen durch Festsetzung des künftigen Verkehrsangebotes (damit Gestaltung des gesamten Verkehrswesens), insbesondere auf Basis von Bedarfsprognosen, also die konzeptionelle Tätigkeit zur langfristigen Entwicklung des Verkehrsraums im Rahmen einer Leitplanung der Raumplanung – früher als „Generalverkehrsplanung“ bezeichnet, seit den 1990er Jahren besonders auf regionaler oder kommunaler Ebene auch als „Verkehrsentwicklungsplanung“. Besonders im Bereich des öffentlichen Personenverkehrs als Daseinsvorsorge spielt diese Form der Verkehrsplanung eine Rolle. In eine ähnliche Richtung geht der Nachhaltige Städtische Mobilitätsplan (Sustainable Urban Mobility Plan), der im Auftrag der Europäischen Kommission entwickelt worden ist, im deutschsprachigen Raum aber in dieser Form bisher noch nicht angewendet wurde.

## Räumliche Planung

### Allgemein
Aufgabe der Verkehrsplanung als Fachplanung innerhalb der räumlichen Planung ist es u. a. Wirkungen von Maßnahmen, die den Verkehr beeinflussen, abzuschätzen. Diese Wirkungen sollten im Idealfall eine Verbesserung des Ist-Zustandes darstellen. Die Verkehrsplanung beeinflusst den Verkehr mittel- bis langfristig mittels verschiedener Verkehrsplanungsinstrumente. Sie behandelt verschiedene Aspekte und vermittelt zwischen verschiedenen Akteuren, die mit dem Verkehrssystem oder seinen Wirkungen in Verbindung stehen:
- Politische Aspekte (z. B. dt. Bundesverkehrswegeplanung, regionale Entwicklungsplanungen, Verkehrswende, allg. Verkehrspolitik),
- Wirtschaftliche Aspekte (Verkehrssysteme müssen sich, zumindest volkswirtschaftlich, rechnen),
- Konstruktive Aspekte (Infrastruktur, Fahrzeuge, Energie),
- Soziale Aspekte (Erreichbarkeit, Verfügbarkeit, kurz: Mobilität, vgl. auch Verkehrspsychologie),
- Betriebliche Aspekte (Schnittstelle zum Verkehrsingenieurwesen, berücksichtigt Teilbereiche „Individualverkehr“ und „Öffentlicher Verkehr“),
- Einfluss der Systemumgebung (Umgebungs- bzw. Umweltaspekte), also der zum Verkehrsraum benachbarten Räume und Systeme, wie z. B. andere Wirtschaftszweige, andere Regionen, das Ausland, die Biosphäre (Verkehrsgeographie, teilweise auch Verkehrsökologie).

Die Arbeit in der Verkehrsplanung ist durch die Wirkung folgender Faktoren gekennzeichnet:
- Langlebigkeit der Verkehrsinfrastruktur: Einmal geplant, einmal gebaut – das Projekt muss gelungen sein.
- Netzcharakter: Die Strukturen des Verkehrswesens sind flächendeckend. Änderungen sind daher sehr ressourcenintensiv. Reaktionen der Struktur auf Änderungen sind komplex.
- Planungsparadigmen: Das Verkehrswesen ist ein gesellschaftlich weit verknüpftes Gebilde, das häufigen und v. a. vielseitigen Einflüssen unterworfen ist. Hier besteht die Notwendigkeit zwischen dem Ausgleich bzw. zur Weiterentwicklung.
- Schwankende Nachfrage: ob Ferienstau, tägliche Rushhour oder die Wochenendpendler. Das Verkehrssystem unterliegt einer sehr wechselhaften Nutzungsintensität.
- Verkehrsleistung ist eine Dienstleistung: Die Kapazität sollte so bemessen sein, dass jede Nachfrage sofort befriedigt wird, denn man kann Verkehrsdienstleistungen nicht auf Vorrat produzieren. Dem hierdurch entstehenden Problem von Kapazitätsengpässen (vgl. schwankende Nachfrage) kann durch intelligentes Verkehrssystem- bzw. Mobilitätsmanagement zu begegnen versucht werden.
- Viele Interessengruppen: Neben den „Insidern“ des Verkehrssystems verfolgen auch Politiker, Nutzergruppen, Geschädigte und weitere Akteure ihre Interessen. Aufgabe der „Integrierten Verkehrsplanung“ ist die Vermittlung zwischen allen Interessen.
- Konkurrierende Verkehrszweige: Jeder heute existierende Verkehrszweig ist im Rahmen seines spezifischen Angebots für eine ebenso spezifische Nachfrage bestimmt. Die intelligente Verknüpfung der verschiedenen Systeme ist ebenfalls eine Besonderheit in der Arbeit der Verkehrsplanung (Entwurf und Konzeption) sowie der Logistik bzw. Verkehrsbetriebstechnik (im alltäglichen Geschäft).

Neben dem übergreifenden Ansatz, Verkehrsplanung integriert – also unter Einbeziehung aller beteiligten Akteure sowie unter bestmöglicher Nutzung und Vernetzung der Verkehrszweige sowie im Zusammenhang mit der Planung von Flächennutzungen – zu betreiben, sollte eine zukunftsgerechte Verkehrsplanung das Postulat der Nachhaltigkeit beachten. Der Forderung nach einer nicht nur sozial und ökonomisch, sondern auch ökologisch nachhaltigen Verkehrsentwicklung wird dabei grundsätzlich durch folgende Ansätze entsprochen:
- Verkehrsvermeidung: Zuordnung von Daseinsgrundfunktionen des menschlichen Lebens wie Wohnen, Versorgung, Arbeit und Freizeit mit dem Ziel, durch kurze Wege Verkehr zu vermeiden.
- Verkehrsverlagerung: Angebotsoptimierung bei ressourcenschonenden Verkehrsträgern mit dem Ziel, Verkehrsteilnehmer zum Umstieg auf öffentliche Verkehrsmittel zu animieren.
- Umweltverträgliche Abwicklung: Systemische und technische Innovationen zum Einsatz bringen, um den notwendigen Mobilitätsbedarf möglichst umweltschonend abzuwickeln.

### Leitbilder
- Verkehrsgerechte Stadt (ca. 1945–1955)[1]
  - Ziel waren Straßen mit reibungslosem Verkehrsfluss. Beim Wiederaufbau sollten Engpässe in den Durchgangsstraßen vermieden werden.
- Autogerechte Stadt (ca. 1955–1971)[1]
  - Ziel war eine Stadt, die für den motorisierten Individualverkehr optimiert ist.
  - Merkmale waren Stadtautobahnen, innerstädtische Autotunnel, Füßgängerbrücken und ‑unterführungen.
  - Die autogerechte Stadt sollte die sich abzeichnenden Probleme der Massenmotorisierung vermeiden.
- Stadtgerechter Verkehr (ca. 1971–1980)[1][2]
  - Der Auto-Verkehr sollte die Stadt nicht mehr belasten. Der öffentliche Verkehr rückte mit in den Blickpunkt.[3]
- Aktuelle Leitbilder:
  - Stadtverträglicher Verkehr (ca. seit 1980)[2]
  - Menschengerechter Verkehr (ca. seit 1980)[1][4]

## Verkehrswesen
Im Verkehrswesen ist der Umlaufplan zentrales Instrument der Verkehrsplanung. Der Umlaufplan enthält die geplante Abfolge von Fahrten, die ein konkretes Fahrzeug (Eisenbahnfahrzeug, Straßenbahn, Oberleitungsbus oder Omnibus) in einer bestimmten Zeitspanne durchführt, im Flugwesen der Zeitraum, den Flugzeug und Crew für Hin- und Rückflug zu mehreren Flugzielen in Folge benötigen.
Ähnlich nach Methodik und mit der Umlaufplanung eng verbunden ist die Aufgabe der Personaleinsatzplanung.